# Перемир'я в с. Руда-Ружанецька

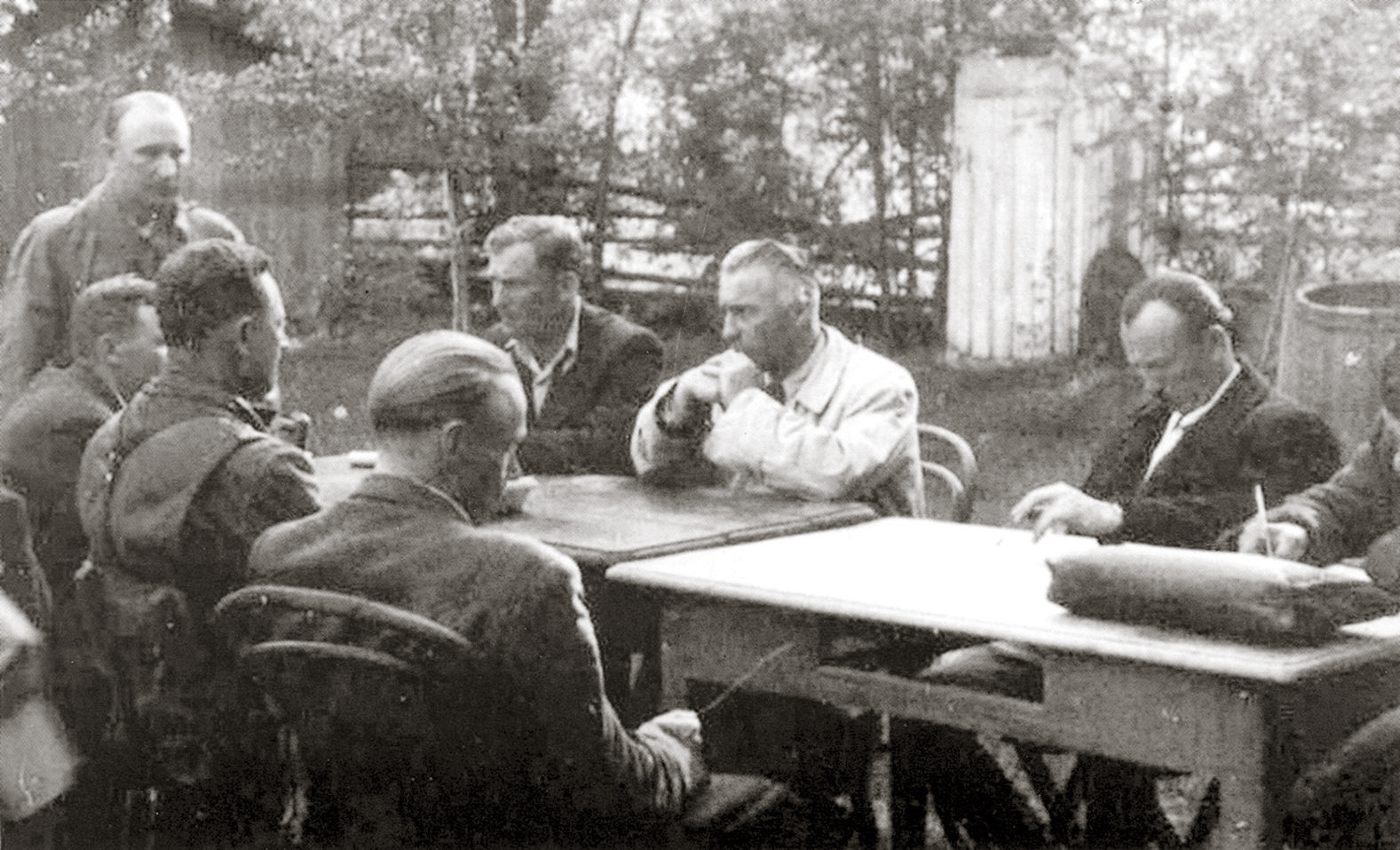
Перемовини у присілку Жар (Żar) біля Руди-Ружанецької. Ліворуч стоїть: капрал Юзеф Борецький («Удова», «Комар») — ад’ютант коменданта округу делегатури сил збройних (АК-DSZ-WiN) Томашів-Любельський, передом сидять з лівого боку: пор. Ян Туровський «Норберт» — комендант району Томашова-Любельського, кап. Мар'ян Голембйовський «Ірка» — інспектор Інспекторату AK-DSZ-WiN Замостя (в білому плащі), кап. Станслав Ксьонжек «Рота» та Микола Вінничук «Корнійчук» — провідник II округи ОУН, ліворуч сидять спинами: представники УГВР полк. «Шейк», «Граб» та польський представник Мар'ян Варда «Поляковський»

Перемир'я в селі Руда-Ружанецька — порозуміння, укладене поміж УПА та АК в присілку Жар поблизу с. Руда-Ружанецька 21 травня 1945 р. Перемир'я поклало край кривавому протистоянню обох підпільних армій на теренах зони розмежування на Розточчі і Холмщині. 

## Передумови
Станом на весну 1945 р. необхідність перемир’я між українським та польським підпіллям висіла в повітрі, його вимагали і нові обставини — встановлення радянських режимів по обох боках кордону, так і налягання цивільного населення, яке потребувало закінчення військових дій та можливості повернення до нормального життя. Перші перемир’я укладали між собою локальні ватажки УПА та АК. Першим відомим з них стало підписання порозуміння у с. Седліска коло Динова над Сяном тоді Ряшівського воєводства 29 квітня 1945 р. між посланцями капітана Драгана Сотіровича «Дражa» – підпоручиком Юзефом Шайдою «Балбесом» та взводним підхорунжим Тадеушем Германом «Піратом», а також з українського боку – керівником 4 району І округу ОУН Михайлом Джуманом «Борисом». Порозуміння охопило Ряшівський, Березівський, Перемиський та Добромильський (на території УРСР) повіти і протрималося до осені 1945 р.

## Ініціатива і попередні контакти
ініціатива прийшла одночасно з польського та українського боку. Місцем перших взаємних контактів стало Розточчя, а саме український центр у Новому і Старому Люблінцю і пункт польської міліції у Фольварках (Folwarki) гміни Чесанів під керівництвом сержанта Тадеуша Чубрита («Загонщика») через греко-католицького вікарія в Новому Люблінцю – Адама Слюсарчика – «Романа», «Книги». Перша зустріч відбулася, імовірно, між Німстовим та Старим Люблінцем, а друга у священника на плебані в Старому Люблінці в кінці квітня – на початку травня 1945 р. Український представник представив план взаємної співпраці українських та польських відділів. Імовірно на цій розмові також був присутній священик о. Слюсарчик. В кінці квітня 1945 р. в Фольварках та 3 травня в Примярках наступні розмови з Чубритом проводили «Вир», о. Слюсарчик та декілька інших представників УПА.
Ініціативу в перемовинах взяла на себе АК Томашовського округу і за погодженням з замойським інспектором Мар'яном Голембйовським «Іркою» 2 травня 1945 р. в Долінах неподалік Руди-Ружанецької на території, яку контролювала АК-ВіН організувала зустріч з метою підвищення рівня розмов. Тут зустрілися поручик Мар'ян Варда («Поляковський», «Малий») та Микола Вінничук («Корнійчук», «Вир»). З українського боку в цій зустрічі брав участь також о. Адам Слюсарчик «Роман». На зустрічі партнери перевірили взаємну волю до перемовин та узгодили зустріч вищих рівнем керівників АК а УПА для укладання перемир’я. 

## Місце і учасники укладання перемир'я

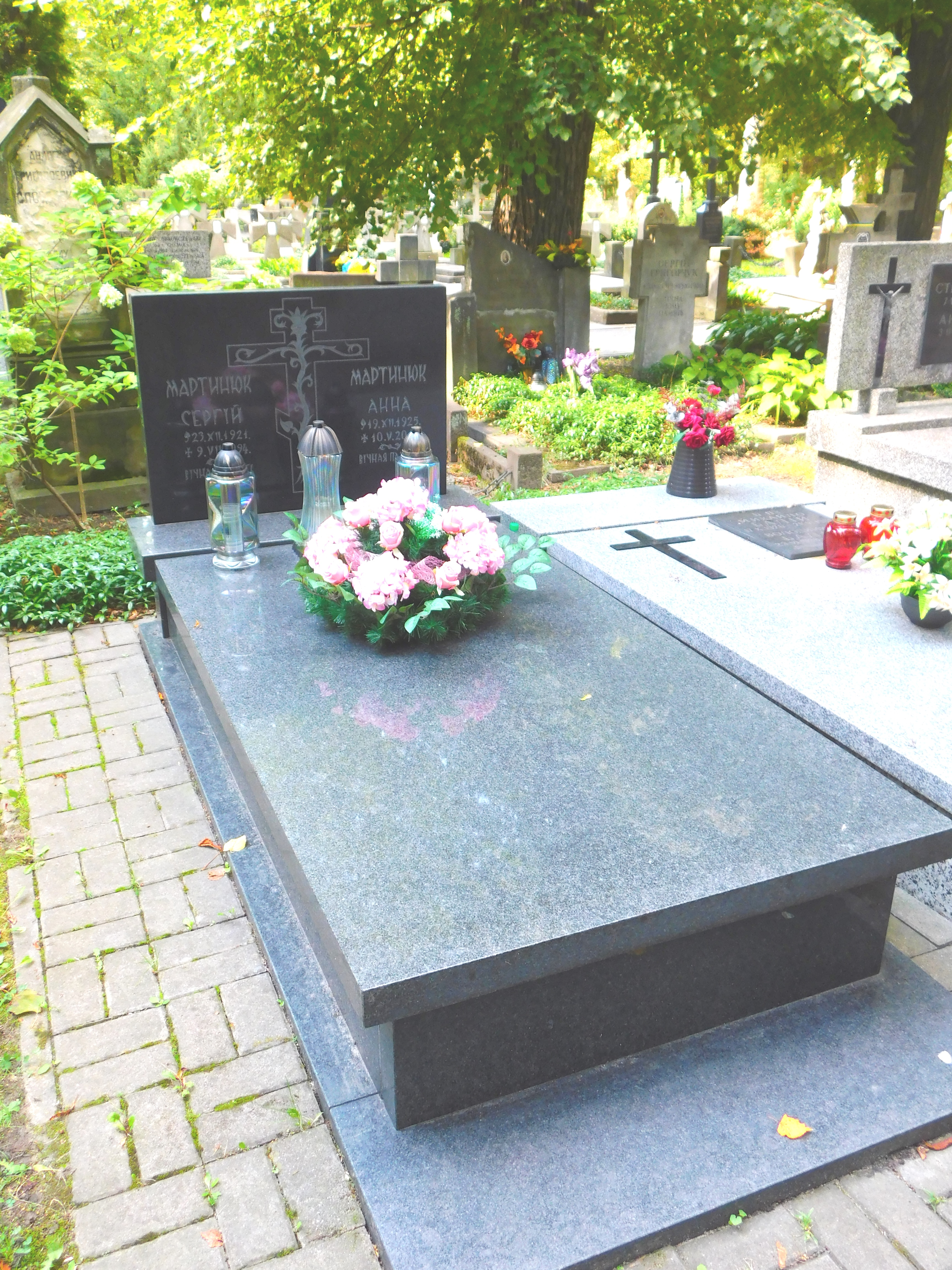
Поховання Сергія Мартинюка «Граба» у Варшаві на цвинтарі на Волі. Фото 2023 р.

Місцем остаточного порозуміння на рівні делегованих представників УГВР та коменданта АК в Томашовському окрузі – Мар'яна Голембйовського став присілок Жар (Żar) поміж с. Руда-Ружанецька та Острувки.  За одними даними зустріч відбулася в господарстві мешканця Острувек на прізвисько «Купа, куди поляки приїхали бричкою з боку Руди-Ружанецької. За іншими даними це було помешкання Степана (чи Івана) Кіта (обидва мали псевдо «Бутурлим»), або Григорія Шеремета «Багнецего» – мешканців присілку Жар. Місце перемовин було взяте під ретельну охорону. В присілку Кутне – поблизу місця розмов, розташувався сотня «Месники І» – «Шума», поблизу також розташувалися сотні «Галайда І» та «Галайда ІІ». В Островки були послані вояки з куща «Трембіти». Польську делегацію охороняла рота АК з с. Руда-Ружанецька.
Польська делегація, що представляла Замойський округ, складалася з наступних осіб: командир – кап. Мар'ян Голембйовський («Стер»), його заступник – кап. С. Ксьонжек («Рота», «Вирва», «Турія»); капрал Ян Туровський («Норберт»); Юзеф Борецький («Удова») – ад’ютант Туровського і командири районів – «Малий», «Сталь» i «Дебно». Українські делегати – майор Ю. Лопатинський, Сергій Мартинюк «Граб»i Микола Вінничук «Корнейчук» були вповноважені, як УГВР, так і Головним командуванням УПА.
Польська сторона зафіксувала перемовини та її учасників на фото, які збереглися. Українські делегати сприйняли це без ентузіазму, вважаючи це порушенням засад конспірації. Спільне фото зробили собі вояки УПА та АК, що охороняли зустріч. 

## Результати перемир'я
Взаємне поборювання було припинено, людність обох національностей поверталася до своїх сіл у  Любачівському, Білгорайському, Томашівському та Грубешівському повітах. Розмежовано зони взаємного впливу, визначено способи підтримання контактів, паролі, а також принципи переміщення територією, яка контролюється іншою стороною у випадку переслідування УБ чи НКВС. Вирішено обмінюватися розвідданими та спільно знищувати комуністичних агентів та бандитів. не На перемир'я не вплинули демонстративні брутальні акції його ворогів. Так, 6 жовтня 1945 р. відділ НСЗ (Народові сили збройні» - NSZ) демонстративно спалив с. Верховини, вбивши 196 українців. Тим не менше, у вересні 1945 р. укладене на Розточчі перемир’я поширилося також на Холмщину та Підляшшя, тобто на всі етнічно змішані території округу АК-ВіН Люблін .
Результатом перемир'я також стали спільні збройні акції:
1. Атака 27 травня 1945 р. на будинки обивательської міліції в с. Варяж і Хоробрів;
2. Атака на залізничну станцію Вербковичі 6 квітня 1946 р., звідки відбувалося виселення українців до УРСР;
3. Грубешвська операція в ніч з 27 на 28 травня 1946 р.[4]

## Ставлення вищого польського керівництва до укладеного перемир'я
Українська сторона сподівалася на затвердження укладеного перемир'я Лондонським урядом Польщі. В присілку Котовськім біля Нового Люблинця Микола Вінничук–«Вир» зібрав усіх членів куща і поінформував про порозуміння та роз’яснив його значення. Представники УГВР: «Шейк» і «Буй» по порозумінню чекали тут обіцяного контакту з вищими представниками поляків. Щоправда, дійшло до кількох контактів, але вже не з Голембьовським, а нижчими рангом польськими представниками. Проте поляки намагалися уникати запитів українців на контакти на найвищому рівні. В цей час сподівання на розуміння вищого польського керівництва не справдилися. Мар'ян Голембйовський «Ірка», складаючи звіт з проведених перемовин, відзначив диспропорцію серед делегатів, присутніх на них. Українські представники були в ранзі генерала, тоді як польські — не вище капітана. Проте представник вищого керівництва польського підпілля полковник Я. Мазуркевич «Радослав» заборонив подальші перемовини, при цьому зазначив:
«З гадами розмовляти не будемо…»